# 절대 연대 측정
절대 연대 측정은 고고학과 지질학에서 연대의 근사값을 계산으로 결정하는 과정이다. 일부 과학자들은 "크로노메트릭" 혹은 "달력" 연대 측정이라는 용어를 선호하는데, "절대"라는 단어를 사용하는 것이 실제로 가능한 것보다 더 확실하고 정확하다는 느낌을 줄 우려가 있기 때문이다. 사건들의 순서만을 알려주는 상대 연대 측정과 달리 절대 연대 측정은 수치적으로 계산된 연대를 알려준다.
고고학에서 절대 연대 측정은 보통 인공물, 건물, 혹은 사람들에 의해 변형된 기타 물건들의 물리적 혹은 화학적 성질에 기반한다. 절대 연대가 한 특정한 문화적 사건이 정확히 언제 일어났는지를 반드시 알려줄 수 있는 것은 아니지만, 고고학적 기록 전체의 한 부분으로 볼 때 사건들의 정확한 순서를 재구성하는 데 매우 소중한 자료이다.

## 방사능 연대 측정
방사능 연대 측정은 방사성 동위원소가 알려져 있는 일정한 비율로 붕괴하여 자원소로 변환되는 과정에 기반을 두고 있다. 암석, 혹은 광물 안에 있는 원자의 종류와 그 대략적인 연대에 따라 용도에 적합한 각각의 동위원소가 따로 있다. 예를 들어 수십억 년의 연대를 가진 물질의 연대를 측정하는 데 짧은 반감기를 가진 동위원소는 사용할 수 없다. 방사능 및 동위원소의 양이 현재 사용가능한 기구로는 측정할 수 없을 만큼 적을 것이기 때문이다.

### 방사성 탄소 연대 측정
가장 널리 쓰이고 잘 알려진 절대 연대 측정 기법은 탄소-14 (방사성 탄소) 연대 측정법으로, 유기물 잔해의 연대를 측정하는 데 쓰인다. 이 기법은 방사성 동위원소 붕괴를 이용하는 것이기 때문에 방사성 연대 측정법에 해당한다. 우주선이 지구의 대기권으로 들어오면서 탄소-14를 만들어 내고, 식물은 이산화탄소를 고정하는 과정에서 탄소-14를 흡수하게 된다. 식물이 동물에 먹히고 동물이 다른 포식자에게 먹히면서 탄소-14는 먹이사슬 위로 올라간다. 생물이 죽으며 탄소-14 의 흡수는 멈추게 된다. 몸 안에 남아 있는 탄소-14 의 절반이 질소로 바뀌는 데는 5,730년이 걸리며, 이것이 탄소-14 의 반감기이다. 5,730년이 한 번 더 지나가면 원래 있던 탄소-14 의 1/4 만이 남게 된다. 5,730년이 다시 한 번 흐르면 1/8 이 남는다. 유기 물질에 남아 있는 탄소-14 의 양을 측정하면 인공물에 사용된 유기물을 만든 생명체가 죽은 연대를 결정할 수 있다.

#### 한계
상대적으로 짧은 탄소-14 의 5,730년이라는 반감기는 이 기법으로 신뢰성 있게 측정할 수 있는 연대의 상한을 75,000년 정도로 제한한다. 이 기법으로 고고학 유적지의 연대를 역사적인 기록보다 더 정확히 알아내기는 힘들 수 있지만, 연륜연대학과 같은 다른 연대 측정 기법과 함께 사용한다면 매우 효과적으로 정확한 연대를 측정할 수 있다.
고고학 유적지에서 탄소-14를 이용하여 연대를 측정하는 것의 또 한 가지 문제는 "죽은 나무" 문제라고 알려진 것이다. 특히 건조한 사막 기후에서는 죽은 나무로 만든 목재와 같은 유기물 재료는 실제로 불을 피우거나 건물을 짓는 데 사용되기 전에 수백 년 동안 그 상태 그대로 보관되어 있다가 그 이후에야 고고학 기록의 일부가 될 수 있다. 따라서 그 특정한 나무에서 측정한 연대가 화재가 일어나 나무가 탄 시점이나 건축물이 지어진 시점을 가리키는 것은 아닐 수도 있다. 이런 이유 때문에 많은 고고학자들은 짧은 시간 동안만 살았던 식물을 방사성 탄소 연대 측정의 대상으로 삼는 것을 선호한다. 가속기 질량 분광 연대 측정법이 발달하면서 아주 작은 표본으로도 연대를 측정할 수 있게 되어 이런 면에서 매우 유용해졌다.

### 칼륨-아르곤 연대 측정
더 오래된 연대를 측정하기 위한 다른 방사성 연대 측정 기법들이 있다. 가장 널리 이용되는 방법 중 하나는 칼륨-아르곤 연대 측정 (K-Ar 연대 측정)이다. 칼륨-40은 칼륨의 방사성 동위원소이며 아르곤-40으로 붕괴한다. 칼륨-40 의 반감기는 13억 년으로 탄소-14 보다 훨씬 길기 때문에 아주 오래된 시료의 연대도 측정할 수 있다. 칼륨은 암석과 광물에 풍부하여 많은 지사학, 혹은 고고학 표본들의 연대를 측정할 수 있다. 아르곤은 비활성 기체이기 때문에 보통은 이런 표본들 내부에 존재하지 않으며 방사성 붕괴를 통해 "그 자리에서" (in situ) 만들어진 경우에만 존재하게 된다. 측정된 연대는 표본이 마지막으로 폐쇄온도, 즉 아르곤이 표본 밖으로 달아날 수 있는 온도 이상으로 가열되었던 시점을 알려준다. 칼륨-아르곤 연대 측정법은 지자기 역전 연대를 결정하기 위해 이용되었다.

## 루미네선스 연대 측정
틀:Unsourced

### 열 루미네선스
열 루미네선스 기법 역시 물품이 마지막으로 가열되었던 연대를 측정한다. 이 방법은 모든 물체가 환경으로부터 방사선을 흡수한다는 원리에 기반하고 있다. 이 과정에서 광물 내부의 전자가 풀려나 해당 물체의 내부에 남아 있게 된다. 물체를 섭씨 500 도 이상으로 가열하면 갇혀 있던 전자가 달아나면서 빛을 발생시킨다. 이 빛을 측정하면 물체가 마지막으로 가열된 것이 언제였는지 알아낼 수 있다.

### 한계
방사선 수준은 시간이 지남에 따라 변하곤 한다. 이 수준이 오르락내리락하는 것에 따라 결과가 왜곡될 수 있다. 예를 들어 어떤 물체가 방사선 수준이 높은 시기를 여러 차례 거쳤다면 열 루미네선스 기법은 실제 나이보다 더 오래된 결과가 나올 것이다. 검사를 하기 전에 표본을 망칠 수 있는 여러 가지 요인들도 있다. 표본을 열이나 직접광에 노출시키면 전자의 일부가 빠져나가 실제 나이보다 젊은 것으로 나올 것이다. 그 외의 여러 요인들 때문에 열 루미네선스는 최고 15% 정도까지 정확하다. 이 방법만으로는 유적지의 연대를 정확히 결정할 수 없다. 하지만 물건이 오래되었다는 것을 확인하기 위해서 사용할 수는 있다.

### 광 여기 루미네선스
광 여기 루미네선스 (optically stimulated luminescence OSL) 연대 측정은 퇴적물이 마지막으로 빛에 노출 된 시점을 측정할 수 있다. 퇴적물이 이동하는 동안 태양빛에 노출되면 루미네선스 신호가 '초기화' 된다. 바닥에 묻히고 난 후 자연적인 방사선이 천천히 광물 알갱이를 이온화시키면서 퇴적물에는 루미네선스 신호가 쌓이게 된다. 어두운 조건에서 조심스럽게 시료를 처리한 후 연구실에서 퇴적물을 인공조명에 노출시키면 OSL 신호가 방출된다. 방출된 루미네선스의 양으로 퇴적물이 쌓인 후 얻어진 선량당량(equivalent dose; De) 을 계산할 수 있으며 이것을 선량률 (dose rate; Dr)과 함께 사용하여 연대를 계산할 수 있다.

## 연륜연대학

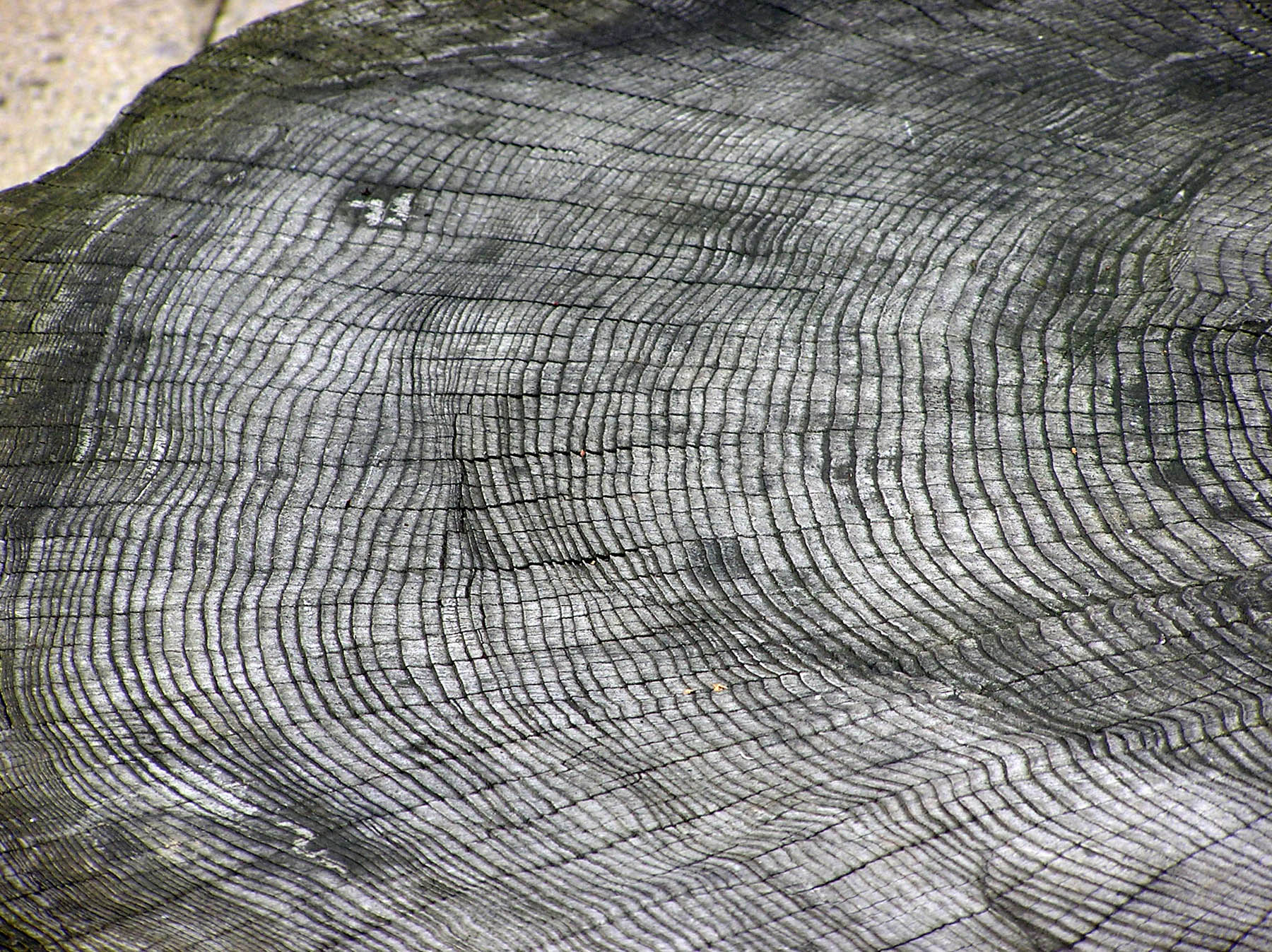
영국 브리스톨 동물원에 있는 나무의 나이테. 나이테 하나는 1년을 나타내며 가장 바깥쪽의 나이테가 가장 최근의 것이다.

연륜연대학 혹은 나이테 연대 측정은 나무의 나이테 패턴을 분석하여 연대를 측정하는 과학적 방법이다. 연륜연대학은 많은 종류의 나무에서 나무의 나이테가 언제 형성되었는지 정확한 연도를 알아낼 수 있다. 응용분야에는 크게 세 가지가 있는데, 고생태학에서는 과거 생태학의 특정한 측면들 (주로 기후) 을 알아내기 위해 사용되고, 고고학에서는 오래된 건물 등의 연대를 알아내기 위해 사용되며, 탄소 동위원소 연대 측정에서는 방사성 탄소 연대와 대비하기 위해 사용된다. (아래를 볼 것)
어떤 지역에서는 수천 년 이상 되는 혹은 나무의 연대를 정확히 측정할 수도 있다. 현재 이 방법을 사용해 정확히 알려진 가장 오래된 연대는 지금으로부터 약 11,000년 전이다.

## 아미노산 연대 측정
아미노산 연대 측정은 고생물학, 고고학, 법의학, 퇴적지질학 및 기타 분야에서 시료의 연대를 추정하기 위해 사용되는 연대 측정 기법이다. 이 방법은 아미노산 분자가 처음 형성된 이후 시간이 흐르는 동안 분자 내부에서 일어나는 변화와 관련되어 있다. 모든 생물학적 조직에는 아미노산이 포함되어 있다. (가장 단순한) 글리신을 제외한 모든 아미노산은 광학활성으로 비대칭 탄소 원자를 가지고 있다. 따라서 아미노산은 두 가지 서로 다른 구조, 즉 서로 거울상을 이루는 "D" 혹은 "L" 구조를 가질 수 있다. 몇몇 예외를 제외하면 살아있는 유기체에 있는 모든 아미노산은 "L" 형태의 아미노산이다. 유기체가 죽으면 아미노산 구조를 제어할 수 있는 방법이 없어지고 L형 아미노산에 대한 D형 아미노산의 비율이 0에서 평형상태인 1 쪽으로 이동하게 되고 이 과정을 라세미화라고 부른다. 따라서 시료에서 D형 아미노산과 L형 아미노산의 비율을 측정하면 이것이 얼마나 오래전에 죽었는지 알 수 있게 된다.

## 같이 보기
- 연대 측정 방법 (고고학)

## 추가 문헌
- Chronometric dating in archaeology, edited by R.E. Taylor and Martin J. Aitken.  New York: Plenum Press (in cooperation with the Society for Archaeological Sciences).  1997.
- “Dating Exhibit – Absolute Dating”. Minnesota State University. 2008년 2월 2일에 원본 문서에서 보존된 문서. 2008년 1월 13일에 확인함.